# Suspensió acústica

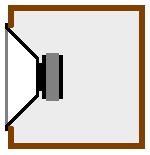
Un altaveu de suspensió acústica és un tipus de caixa d'altaveus en el qual es munta un controlador d'altaveu en un armari amb la part posterior tancada i sense ports ni ventilacions.

La suspensió acústica (també coneguda com a suspensió d'aire, caixa tancada o caixa segellada) és un mètode de disseny i utilització d'un gabinet d'altaveus que utilitza un o més controladors d'altaveus muntats en una caixa o gabinet segellat. Els sistemes de suspensió acústica redueixen la distorsió dels baixos que pot ser causada per les suspensions rígides del motor en els altaveus convencionals.
Un altaveu compacte de suspensió acústica va ser descrit el 1954 per Edgar Villchur, i va ser portat a la producció comercial per Villchur i Henry Kloss amb la fundació de Acoustic Research a Cambridge, Massachusetts. El 1960, Villchur va reiterar que: El primer objectiu del disseny de la suspensió acústica, més enllà de la uniformitat de la resposta en freqüència, la compacitat i l'extensió de la resposta a la gamma de baixos, és reduir significativament el nivell de distorsió dels baixos que anteriorment s'havia tolerat als altaveus. Això s'aconsegueix substituint una molla d'aire per una mecànica. Posteriorment, Small va descriure àmpliament la teoria dels altaveus de caixa tancada.
Els gabinets d'altaveus amb suspensió acústica poden proporcionar una resposta de graves ben controlada, especialment en comparació amb un recinte d'altaveus de mida equivalent que té un port o ventilació de bass reflex. La ventilació de baixos augmenta la sortida de baixa freqüència, però amb la compensació d'introduir retards de fase i problemes de precisió en la reproducció de senyals transitoris. Les caixes segellades són generalment menys eficients que un gabinet bass-reflex per al mateix tall de baixa freqüència i el mateix volum de l'armari, de manera que un gabinet d'altaveus de caixa segellada necessitarà més potència elèctrica per oferir la mateixa quantitat de baixa freqüència acústica. sortida de baix.

## Teoria
El woofer de suspensió acústica utilitza el coixí elàstic d'aire dins d'un recinte segellat per proporcionar la força de restauració del diafragma del woofer. El coixí d'aire actua com una molla de compressió. Com que l'aire de l'armari serveix per controlar l'excursió del woofer, es pot reduir la rigidesa física del controlador. A diferència de la suspensió física rígida integrada al controlador dels altaveus convencionals, l'aire atrapat dins de la carcassa de l'altaveu segellat proporciona una força de restauració més lineal per al diafragma del woofer, que li permet oscil·lar una distància més llarga (excursió) de manera lineal. Aquest és un requisit per a una baixa distorsió i una reproducció forta de greus profunds per part dels controladors amb cons relativament petits.

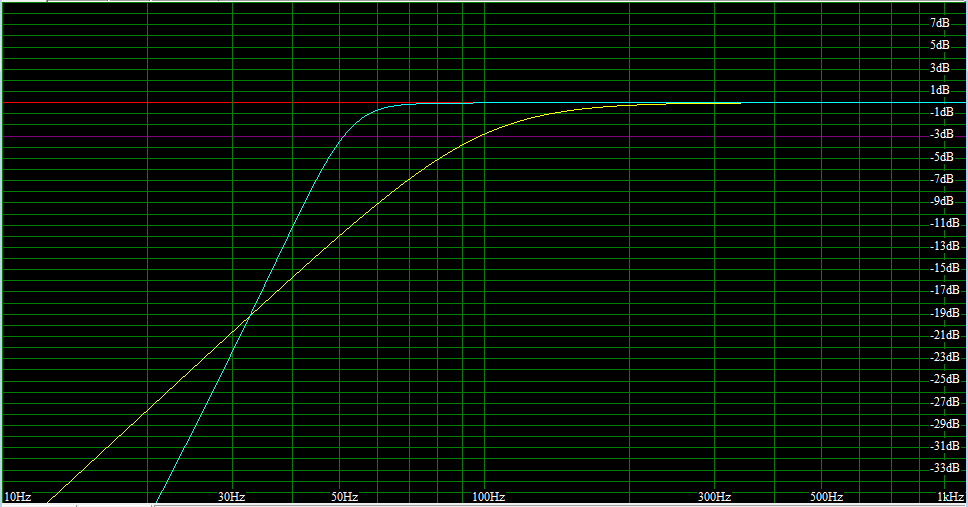
Comparació WinISD d'un woofer FaitalPRO 5FE120 en un armari segellat (groc) i port (cian). El gabinet portat demostra un augment de la sortida de greus en els 50-100 Interval Hz.

## Rendiment acústic
Els dos tipus més comuns de caixa d'altaveus són la suspensió acústica (de vegades anomenada suspensió pneumàtica) i el bass reflex, per la qual cosa val la pena comparar-los. En ambdós casos, l'afinació afecta l'extrem inferior de la resposta del controlador, però per sobre d'una determinada freqüència, el propi controlador es converteix en el factor dominant i la mida de la carcassa i els ports (si n'hi ha) esdevenen irrellevants.
En general, els sistemes de suspensió acústica (conductor més carcassa) tenen una acústica de segon ordre (12 dB/octava) baixa per sota dels − punt dB. Els dissenys de bass reflex tenen un roll-off acústic de quart ordre (24 dB/octava). Tenint en compte un controlador adequat per a qualsevol tipus de caixa, el gabinet bass reflex ideal serà més gran, tindrà un −3 dB inferior, però ambdós sistemes tindran la mateixa sensibilitat de tensió a la banda de pas.